# トラッククレーン

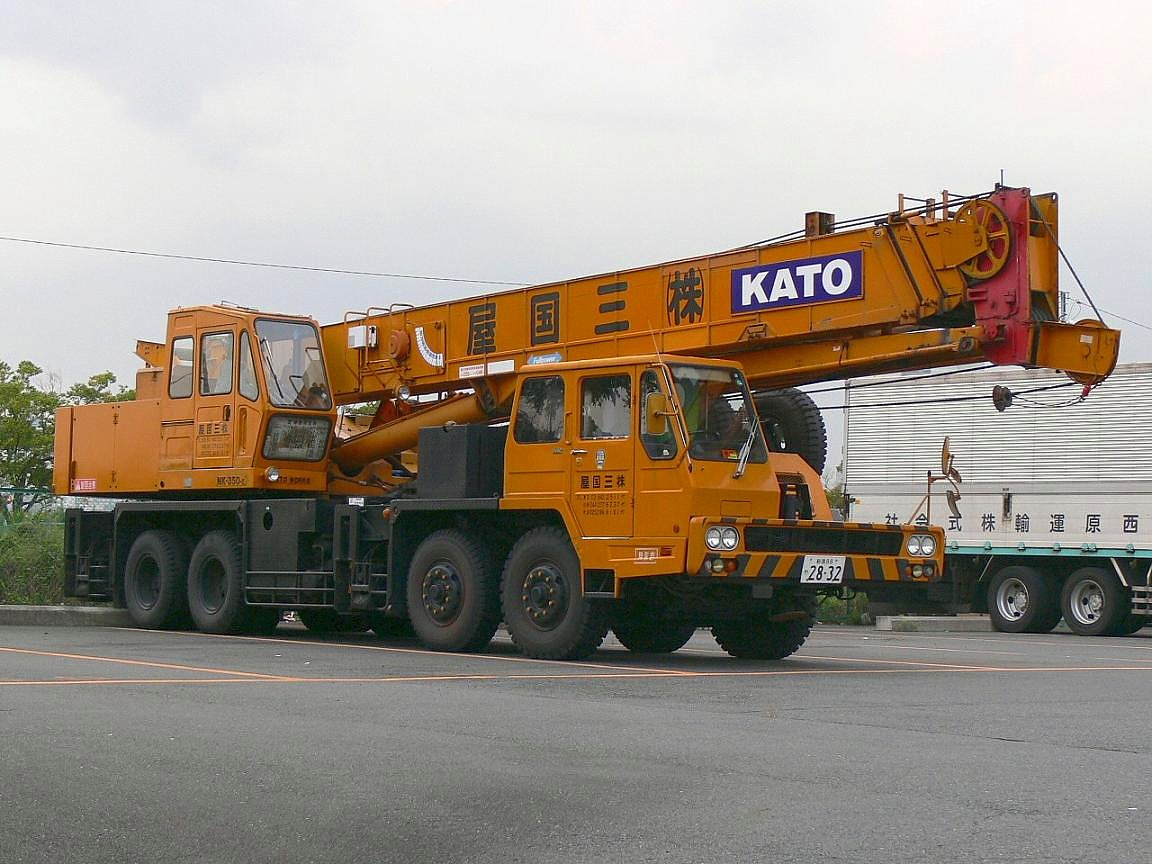
トラッククレーン

トラッククレーン（Truck crane）は、市販のトラックのシャシまたは専用のシャシにクレーンを架装させた移動式クレーン（クレーン車）である。陸上自衛隊のトラッククレーンについても本稿で述べる。

## 歴史と遷移
1955年、国産初の油圧式トラッククレーンOC-2型が完成。初期は、汎用トラックシャシにクレーン部を架装した5-10t吊りクレーンが主流。1960年代後半からは、車両メーカーと共同開発したクレーン専用シャシにクレーン部を架装して、大型化が進んだ。

## 解説
トラッククレーンは、トラックシャシと運転席、クレーンブームおよび制御部、荷台を持つものと、シャシと運転席、クレーンブーム・運転台および旋回部を持ち荷台を持たないものに分けられる。荷台を持たないトラックにクレーン装置を組み付けたものを「汎用クレーン」とも呼ぶ。他のトラックと同様の走行性能があり、走行条件などの制約は他のホイールクレーンに比べて少ない。また、荷台と運転席の間に組み付けるタイプのクレーンは「キャブバッククレーン」と呼び、代表的なメーカーのブランドから「ユニック」と呼ぶことが多い。汎用クレーンとトラック搭載クレーンは操作免許の関係上、2.9t吊と4.9t吊が多いが、汎用クレーンには20t吊りのものもわずかだが販売されている。
上記の他に、車体強度を上げた専用シャーシの後部にクレーンを架装したものもある。こちらも「トラッククレーン」だが、日本国内では以下に述べる「ラフテレーンクレーン」と「オールテレーンクレーン」に置き換わりつつある。
ラフテレーンクレーンは、その名が示す通り、もともとは不整地の走行にも対応できるホイールクレーン。車両の走行とクレーンの操作を一つの運転席で行う。日本では2軸（4輪）駆動が多い。走行速度は49km/hに制限されている。
オールテレーンクレーンは、3軸（6輪）以上の台車にクレーン装置を組み付けたもので、走行とクレーン操作は別の運転席で行う。その名の通り全地形の走行に対応できる。安定性に優れ、高所への荷物の吊り上げに適している。
総重量8t以上の大型自動車に該当する車両で荷台を有する車両は90km/hリミッターの装着が義務化されているため、最高速度は90km/hに規制されている。
現在はトラッククレーンの需要は減りつつあり、専用シャーシを生産していた各社は事実上生産を中止している。しかし、ラフテレーンクレーンやオールテレーンクレーンと異なり、高速道路を走行できることや、走行中のキャビンの居住性が高いことなどから、市販のトラックをベース車とするトラッククレーンの製造は継続している。また、車格が4トントラックに相当するラフテレーンクレーンよりもさらに小回りの利く2トントラックベースのトラッククレーンも製造されている。

## 陸上自衛隊のトラッククレーン

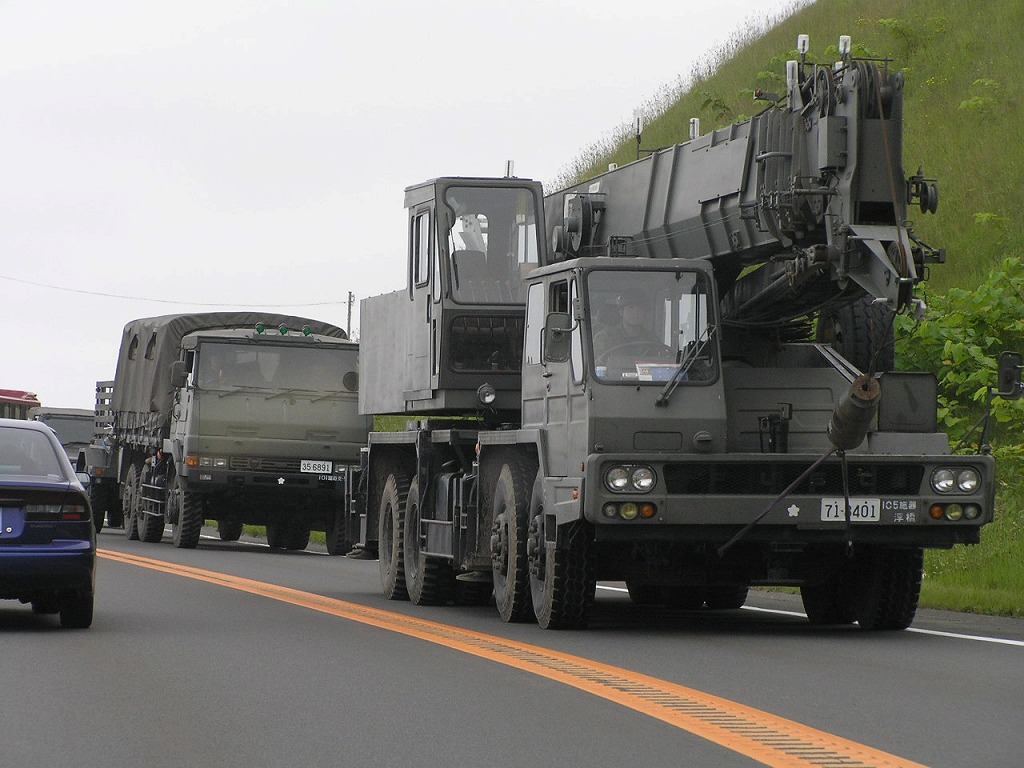
陸上自衛隊のトラッククレーン

陸上自衛隊のトラッククレーンは主に施設科に配備される装備である。民間のトラッククレーンは運転席と操作室が別々のものを指すが、陸上自衛隊では運転席と操作室が同一で、作業時に乗り換える必要のないラフテレーンクレーンと呼ばれるタイプのクレーンも、全てトラッククレーンと呼称する。
災害派遣はもとより、戦闘行動に伴う築城作業などにも使用される。20t~25tクラスでは、車体長が抑えられ、最小回転半径が小さいラフテレンクレーンタイプのものが適しており、狭隘地での作業も多い演習場での使用に威力を発揮する。一方で大型の50t、60tクラスのクレーン車はラフテレンクレーンの車体の小ささがデメリットとなるため、未だトラッククレーンが主流である。製造メーカーは国内のものがほとんどであるが、60tクラスのトラッククレーンではドイツ・ファウン社製大型クレーン車の導入実績がある。

### 諸元
- 全長：10,520mm
- 全高：3,420mm
- 全幅：2,490mm
- 総重量：23,540kg
- 陸上自衛隊のトラッククレーン（ラフテレンクレーン型）最小回転半径：4.7m
- 最高速度：49km/h
- 登坂能力：30°

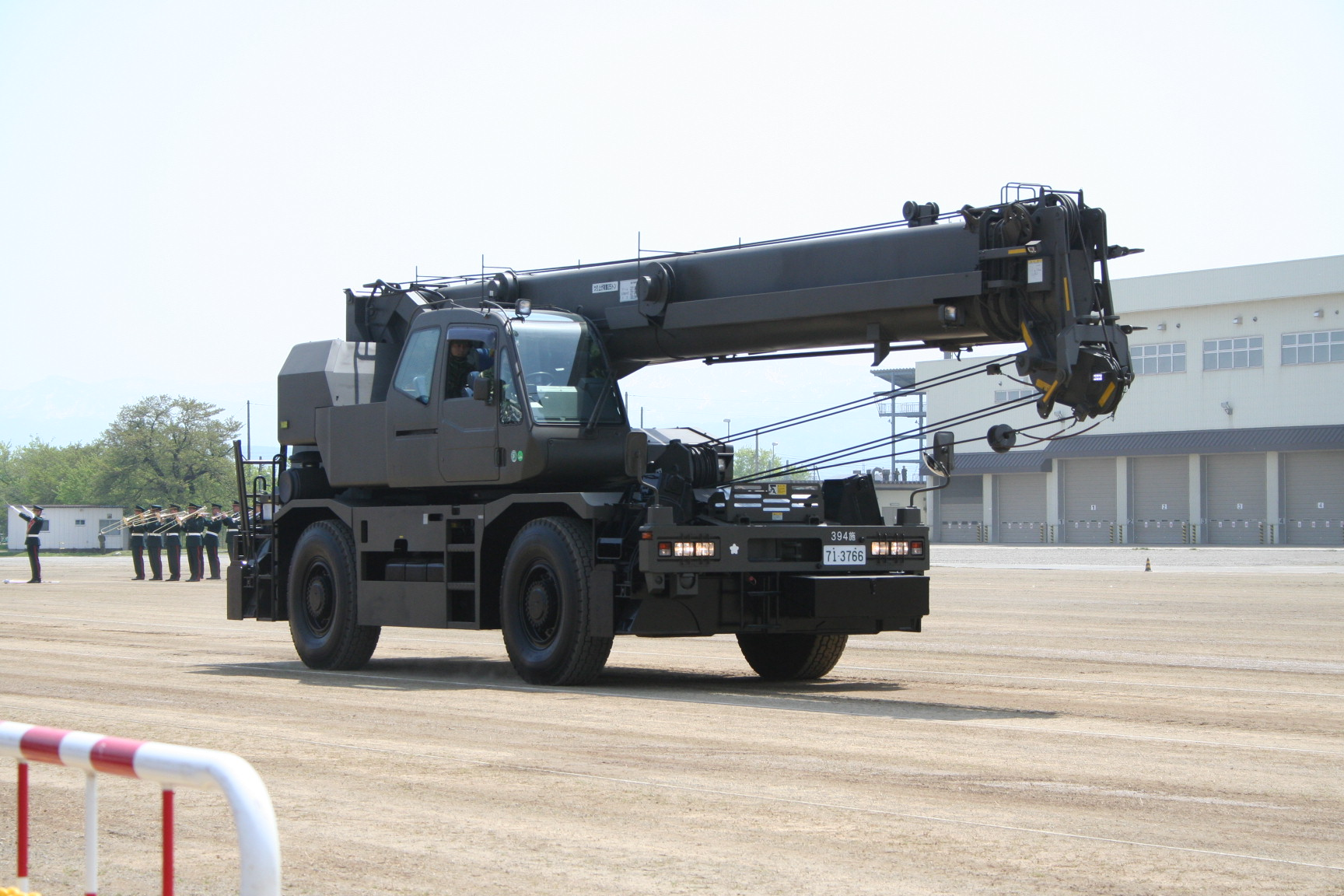
陸上自衛隊のトラッククレーン（ラフテレンクレーン型）

- クレーン移動範囲：8.5m-30.6m（ブーム）、7.4m-12.0m（ジブ）

※諸元は一例。多数のバリエーションあり。

### 特徴
くい打ち、吊り上げなどなんでもこなす。機械式クレーンに代わり、施設科などで活躍している。最小回転半径が5m未満という、重機にしては小回りがきくことも特徴のひとつであるが、これは四輪操舵によるところが大きい。

## 製作
- コベルコ建機
- タダノ
- 古河ユニック
- 新明和工業
- 加藤製作所